# Castello di Neumelans
Castel Neumelans (in tedesco Ansitz Neumelans) è una residenza rinascimentale che si trova a Campo Tures, in Alto Adige.

## Storia

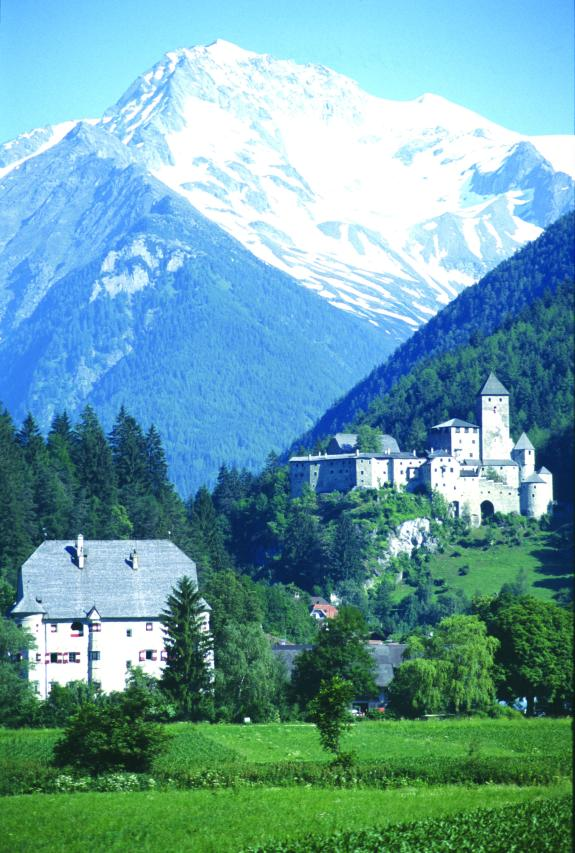
Foto con il castello Neumelans in basso a sinistra

Il castello fu costruito nel 1582 in soli 12 mesi da Hans Fieger von Friedburg, la cui famiglia dal 1507 gestiva la giustizia nella valle avendone acquistato il diritto da Massimiliano I d'Asburgo per 27000 fiorini. Il nome del castello deriva da Melans, un'altra residenza che la famiglia possedeva vicino ad Absam, nella valle dell'Inn.
Nel 1708 il castello passò ai von Zeilheim, poi nel 1815 ai von Ottenthal che lo restaurarono nel 1864.
Durante la Seconda Guerra Mondiale vi furono nascoste delle opere d'arte per proteggerle da saccheggi e bombardamenti.
Al termine della guerra presso il castello furono rinvenute da parte degli alleati anche molte delle opere d'arte trafugate dai soldati tedeschi in fuga provenienti dalle gallerie di Firenze, in particolare quelle che erano state evacuate presso villa Bossi-Pucci a Montagnana (Montespertoli). L'intento dei tedeschi era quello di trasportare tutte le opere verso l'Austria. Grazie al lavoro dei Monuments Men tutte le opere d'arte fecero ritorno alle loro sedi di origine.
Nel 1956 i von Ottenthal si estinsero e il castello passò alla famiglia Schober, che ne è tutt'oggi la proprietaria.

## Descrizione
Il castello si presenta come un unico edificio con quattro torrette agli angoli, erker e alti tetti a padiglione. Le torrette hanno la caratteristica di essere quadrate alla base e tonde verso la cima.
All'interno del castello vi sono sale a volta rivestite in legno, stufe di maiolica seicentesche e nella cappella è conservata una statua lignea detta "Madonna con la spada" del XIV secolo.
Essendo una dimora privata il castello non è normalmente visitabile, ma a volte vi si svolgono eventi pubblici.